# Concordia, Kansas
Concordia là một thành phố thuộc quận Cloud, tiểu bang Kansas, Hoa Kỳ. Năm 2010, dân số của xã này là 5395 người.

## Dân số
Dân số các năm:
- Năm 2000: 5714 người
- Năm 2010: 5395 người